# Djebala
Djebala est une commune de la wilaya de Tlemcen en Algérie.

## Géographie

### Situation
Le territoire de la commune de Djebala est situé au nord-ouest de la wilaya de Tlemcen. Le chef lieu de la commune, Houanet, est situé à environ 44 km à vol d'oiseau au nord-ouest de Tlemcen.
| Souahlia | Tienet                    | Nedroma          |
| Souani   | Djebala                   | Hammam Boughrara |
| Maghnia  | Maghnia, Hammam Boughrara | Hammam Boughrara |

### Relief et hydrologie
La commune de Djebala est située au sud du massif des Trara.

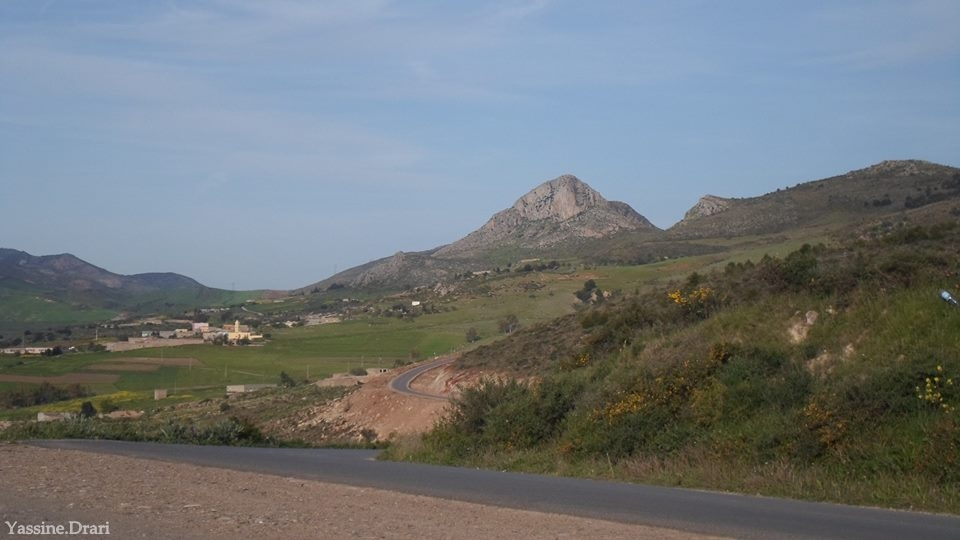

### Localités de la commune
En 1984, la commune de Djebala est constituée à partir des localités suivantes :
- Houanet (chef-lieu)
- Adjaidja
- Ternana
- Ouled Abbès
- Ouled Taleb
- Bab Téine
- Ouled Berramdane
- Zourana
- M'Sifa
- Ouled Berrahou
- Aïn El Ayoun
- Hraïk
- Aïn Ghroussat
- Ouled Benhamdoune
- Haouata
- Larous
- Bensmia
- Mkhatarksah
- Benhamirat

## Démographie

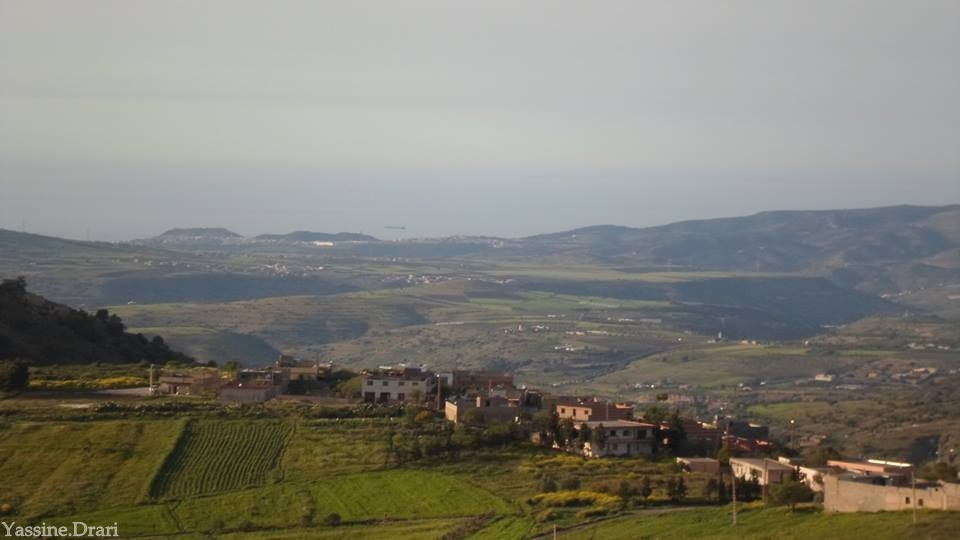

La commune de Djebala connaît un déclin démographique, selon le recensement général de la population et de l'habitat de 2008, la population de la commune de Djebala est évaluée à 8 369 habitants contre 9 167 en 1998, c'est la commune de la wilaya de Tlemcen qui enregistre le plus faible taux de croissance annuel (-0,9 % contre 1,2 % pour l’ensemble de la wilaya), sur la période 2008-1998.